# 過所
過所（かしょ）とは、中国の漢代より唐代の頃に用いられた通行許可証。律令制の日本でも同様のものが用いられた。

## 概要
漢代には、過所を「傅」や「棨」（啓）、「繻」とも称した。漢代や晋代の過所は、中央アジアや敦煌で発見された木簡中に見つかっている。
唐代では、唐令が完全には伝わらないため、その遺文は伝存していないが、日本の令の中に規定されているので、それによって、唐令も類推される。但し、滋賀県大津市の園城寺（三井寺）には、入唐僧である智証大師円珍が使用した過所が2通伝来しており、国宝に指定されているので、唐の過所の実例を見ることが出来る。それは、大中9年（855年）に尚書省と越州都督府とが交付したものであることが判る。また、その形式と内容は、日本令（公式令）に規定されるものと酷似している。すなわち、
1. 交付元の官庁名が記される。1通は尚書省司、1通は越州都督府。
2. 旅行者・従者の身分、姓名、年齢、携行品。
3. 行き先。
4. 旅行目的。
5. 交付申請。
6. 申請に対する審査。
7. 交付年月日。
8. 交付官司の官職名、氏名。

これらが、過所に記載される内容となる。
越州都督府の交付した過所には、「円珍は、越州の開元寺を出発し、洛陽・長安・五台山を巡礼し、再び開元寺に帰還する予定である。その往還の州県にある関津などで、官司に咎められないよう、交付申請を行なう」と認められており、越州都督府は、その内容を審査した上で、発給を認可した旨が記されている。また、末尾には、円珍が潼関を通行した際に、確認した関吏の官職・氏名・年月日が記されており、そこには、官吏のサインである自署（花押）が記される。実際に、今日のパスポートと同様の役割で使用されたことを示す資料である。
その他、『入唐求法巡礼行記』には、円仁が受給した過所・公験が写しとられている。また、1965年になって、敦煌莫高窟中の第122窟の前で、過所の写しが発見された。それは、僅か7行の断片ではあるが、天宝7年（748年）の紀年が見られる。さらに、1973年には、トルファンのアスターナ石窟中の509号墓から、開元20年（732年）の、ソグド商人の石染典ら一行が使用した過所の現物が発見された。
また、唐代には、過所に類した公文書として「公験」があり、宋代の後半には「公憑」や「引拠」と呼ばれた。清朝では、「路引」（旗人）や「口票」（庶民）と呼ばれる旅券が用いられた。
日本でも公式令・関市令などに規定が存在し、官民が関所を通過する際には所属する官司・本貫地のある国司・郡司に対して過所の請求を行い、往復する場合には途中の国司に往路の過所（来文）を示して請求した。関の役人（関司）は通行者から過所を呈示を受けて、その内容を記録（録白案記）した。